# Майское (Черниговская область)
Майское (укр. Майське) — село в Менском районе Черниговской области Украины. Население 191 человек. Занимает площадь 0,56 км².
Код КОАТУУ: 7423085902. Почтовый индекс: 15672. Телефонный код: +380 4644.

## Власть
Орган местного самоуправления — Лесковский сельский совет. Почтовый адрес: 15672, Черниговская обл., Менский р-н, с. Лески, ул. Шевченко, 34а.